# Olmos de Ojeda
Olmos de Ojeda és un municipi de la província de Palència a la comunitat autònoma de Castella i Lleó (Espanya). Inclou les pedanies d'Amayuelas de Ojeda, Moarves de Ojeda, Montoto de Ojeda, Quintanatello de Ojeda, San Pedro de Ojeda, Vega de Bur, Villavega de Ojeda i Pisón de Ojeda.

## Demografia
| 1991 | 1996 | 2001 | 2004 |
| ---- | ---- | ---- | ---- |
| 470  | 360  | 308  | 296  |